# Ria Tobing
Ria Tobing (1938 – 2017) è stata una nuotatrice indonesiana, che ha partecipato alle Olimpiadi di Melbourne 1956, gareggiando nei 200m sl rana.
Ai III Giochi asiatici, ha vinto 1 bronzo nei 100m rana.